# Dread
Dread es un álbum de grabado en vivo de diferentes conciertos que brindó Living Colour en 1993. En el disco se destacan los temas del concierto acústico que ofreció el grupo a una radio holandesa. También, presenta dos nuevos singles: 17 Days y TV News.

## Listado de temas
1. Leave It Alone *  (Reid/Calhoun/Glover/Wimbish)
2. Time's Up *  (Reid/Calhoun/Glover/)
3. Go Away *  (Reid/Calhoun/Glover/Wimbish)
4. Funny Vibe **  (Reid)
5. Ausländer *  (Reid/Glover)
6. Middle Man **  (Reid/Glover)
7. Cult of Personality *  (Reid/Calhoun/Glover/Skillings)
8. Nothingness **  (Calhoun)
9. Postman **  (Reid)
10. This Little Pig **  (Reid/Calhoun/Glover/Wimbish)
11. Never Satisfied ***  (Reid/Glover)
12. Love Rears Its Ugly Head ***  (Reid)
13. Open Letter (To a Landlord) ***  (Morris/Reid)
14. Nothingness [Acoustic] ***  (Calhoun)
15. 17 Days  (Coleman/Fink/Melvion/Nelson)
16. TV News  (Reid/Calhoun/Glover/Wimbish)

- (*) Grabado vivo en París; junio de 1993
- (**) Grabado vivo en Chicago; abril de 1993
- (***) Grabado vivo (acústico) por Dutch Radio Broadcast; febrero de 1993

## Personal
- Corey Glover - vocalista
- Vernon Reid - guitarra y sintetizador de guitarra
- Doug Wimbish - bajo y ambiente
- Will Calhoun - batería y percusión

## Producción
- Producción: Ron Saint Germain y Living Colour de 17 Days y TV News
- Grabación y mezcla: Lee Popa (excepto 17 Days y TV News); Ron Saint Germain en 17 Days; Ron Saint Germain (grabación) y Lolly Grodner (mezcla) en TV News

- Datos: Q3281896